# Ludwig Göransson
Ludwig Göransson (aussi connu sous le pseudonyme de Ludovin) est un compositeur et producteur de musique suédois né le 1er septembre 1984 à Linköping.

## Biographie
Ludwig Göransson nait à Linköping, dans le sud de la Suède. À l'âge de 7 ans, il reçoit en cadeau une guitare électrique et passe plusieurs années à réaliser de petites compositions.
Alors qu'il n'a que 17 ans, l'orchestre symphonique de Norrköping interprète sa composition 5 minutes to Christmas. Son intérêt pour l'art en général le mène à la section jazz de l'École royale supérieure de musique de Stockholm entre 2004 et 2007. Il y formera notamment le quintette de jazz Fabulous Five.
Dès 2007, il commence à composer pour le cinéma, puis pour de nombreuses séries télévisées, comme Community et Happy Endings.
En 2011, il produit l'album Camp de Childish Gambino (nom de scène de l'acteur Donald Glover). En 2013, il sort l'EP How to find a party sous le nom de Ludovin. En août 2013, il signe un contrat comme compositeur sur le label de Jay-Z, Roc Nation. Il compose ensuite la musique de film de Fruitvale Station (2013) de Ryan Coogler. Il retrouvera ensuite ce réalisateur pour Creed, spin-off de la série Rocky.
En 2019, il compose la bande originale de la série The Mandalorian, et il est annoncé pour composer les musiques du prochain long métrage de Christopher Nolan, Tenet, sorti en 2020.
Il retravaillera avec lui en composant les musiques de son biopic sur Oppenheimer, ce qui lui permettra de remporter l'Oscar de la meilleure bande-son.

## Discographie

### Albums
- 2011 : Childish Gambino - Camp (auteur, producteur)
- 2013 : Ludovin - How to find a party EP (artiste, producteur)
- 2013 : Haim - EP (auteur, producteur)
- 2013 : Childish Gambino - Because the Internet (auteur, producteur)
- 2014 : Childish Gambino - STN MTN / Kauai (auteur, producteur)
- 2016 : Childish Gambino - Awaken, my Love! (auteur, producteur)

### Chansons
- 2012 : ZZ Ward - Blue Eyes Blind (auteur, producteur)
- 2013 : Chance The Rapper - That's Love (Interlude) (extrait de Acid Rap) (auteur, producteur)
- 2013 : DWW - One in a million (auteur, producteur)
- 2014 : T. Mills - Somebody to miss you (auteur, producteur)
- 2014 : PELL - Dollar Store et Fresh Produce (auteur, producteur)

## Filmographie
Sauf indication contraire, les informations mentionnées dans cette section peuvent être confirmées par la base de données cinématographiques IMDb,  présente dans la section « Liens externes ».

### Cinéma
- 2007 : Happy Holidays de Sassy Mohen
- 2011 : 30 minutes maximum (30 Minuten oder weniger / 30 Minutes or Less) de Ruben Fleischer
- 2013 : Fruitvale Station de Ryan Coogler
- 2013 : Les Miller, une famille en herbe (We're the Millers) de Rawson Marshall Thurber
- 2014 : No Cameras Allowed (documentaire) de James Marcus Haney
- 2014 : Top Five de Chris Rock
- 2014 : The Town That Dreaded Sundown de Roberto Aguirre-Sacasa
- 2014 : Stretch de Joe Carnahan
- 2014 : A Merry Friggin' Christmas de Tristram Shapeero
- 2015 : Creed : L'Héritage de Rocky Balboa (Creed) de Ryan Coogler
- 2016 : Les Mémoires d'un assassin international (True Memoirs of an International Assassin) de Jeff Wadlow
- 2016 : Agents presque secrets (Central Intelligence) de Rawson Marshall Thurber
- 2017 : Everything, Everything de Stella Meghie
- 2018 : Death Wish d'Eli Roth
- 2018 : Black Panther de Ryan Coogler
- 2018 : Venom de Ruben Fleischer
- 2018 : Creed 2 de Steven Caple Jr.
- 2020 : Tenet de Christopher Nolan
- 2022 : Black Panther: Wakanda Forever de Ryan Coogler
- 2022 : Alerte Rouge de Domee Shi
- 2023 : Oppenheimer de Christopher Nolan
- 2025 : Sinners de Ryan Coogler (également producteur)

### Télévision
- 2009 : Michael & Michael Have Issues
- 2009-2015 : Community - 105 épisodes
- 2011 : Mon pire bal de promo (Worst. Prom. Ever.) (téléfilm) de Dan Eckman
- 2011-2012 : Happy Endings - 16 épisodes
- 2011-2014 : New Girl - 70 épisodes
- 2012 : Animal Practice - épisode pilote
- 2013 : Tales from Radiator Springs - 1 épisode
- 2014 : The United Colors of Amani - 2 épisodes
- 2014 : Playing House - 7 épisodes
- 2014 : Red Band Society - épisode pilote
- 2014 : Satisfaction - 10 épisodes
- 2014 : Survivor's Remorse - 6 épisodes
- 2019 : The Mandalorian
- 2021 : The Book of Boba Fett
- 2024 : Day of The Jackal - Episode 1

## Distinctions
Source : Internet Movie Database : 

### Récompenses
- Oscars 2019 : Meilleure musique de film pour Black Panther
- Primetime Emmys Awards 2020 : Composition musicale exceptionnelle d'une série pour The Mandalorian (chapitre 8 : Rédemption)
- Primetime Emmys Awards 2021 : Composition musicale exceptionnelle d'une série pour The Mandalorian (chapitre 16 : Le Sauvetage)
- Golden Globes 2024 : Meilleure musique de film pour Oppenheimer
- Oscars 2024 : Meilleure musique de film pour Oppenheimer

### Nominations
- Black Reel Awards 2014 : meilleure musique de film pour Fruitvale Station
- Golden Globes 2021 : Meilleure musique de film pour Tenet